# Meister von Sierentz
Als Meister von Sierentz wird ein deutscher Maler der Spätgotik bezeichnet, der um 1445–50 am Oberrhein tätig war.
Seinen Notnamen hat er nach dem mutmaßlichen Herkunftsort zweier Altarflügel, dem Ort Sierentz im Oberelsass. Er gehört zur Nachfolge des Basler Meisters Konrad Witz. Die beiden Altartafeln mit den Heiligen Georg und Martin befinden sich heute im Kunstmuseum Basel. Aus der Werkstatt des Meisters von Sierentz ging möglicherweise der Meister des Jünteler-Epitaphs hervor, der nach einem Bild im Museum zu Allerheiligen in Schaffhausen benannt ist.